# Дортан
Дортан (фр. Dortan) је насељено место у Француској у региону Рона-Алпи, у департману Ен (Рона-Алпи).
По подацима из 2011. године у општини је живело 1934 становника, а густина насељености је износила 106,79 становника/km².

## Демографија
| 1962. | 1968. | 1975. | 1982. | 1990. | 2011. |
| ----- | ----- | ----- | ----- | ----- | ----- |
| 1.407 | 1.425 | 1.445 | 1.609 | 2.107 | 1.934 |